# Лётчикам Краснознамённой Балтики
«Лётчикам Краснознамённой Балтики» — памятник в Санкт-Петербурге, перед домом 25 (бывший кинотеатр «Современник») на проспекте Науки. Монумент был сооружён в 1975—1976 годах на месте действовавшего во время блокады Ленинграда военного аэродрома тяжёлой ударной авиации Балтийского флота.

## История
В сентябре 1941 года, после замыкания блокадного кольца вокруг Ленинграда, для базирования авиации Балтийского флота был сооружён аэродром «Гражданка». Аэродром имел гравийно-щебёночную взлётно-посадочную полосу, шедшую от нынешнего местоположения памятника к перекрёстку Северного проспекта и Улицы Руставели, и отличался высоким уровнем технического обеспечения, позволявшим круглосуточное обеспечение полётов; применялся он главным образом для тяжёлой ударной авиации Балтийского флота. После войны аэродром был закрыт и в 1960-х годах застроен жилыми кварталами.
В 1971 году в микрорайоне Гражданка, появившемся на месте аэродрома, соорудили первый мемориал с фамилиями лётчиков, погибших в годы войны. В 1975 году в честь празднования 30-летия Победы был заложен монумент в память о лётчиках-балтийцах, летавших с аэродрома. Над памятником работали скульпторы О. Н. Харламов и О. Ф. Лыч, архитектурное проектирование выполнил А. В. Кожевников. Открытие памятника состоялось 15 октября 1976 года.
В 2009 году была проведена реставрация памятника, при которой сам монумент был перекрашен из серебряного в золотой цвет, а облицовка постамента заменена на полированный гранит. К 2019 году памятник снова пришёл в плачевное состояние, от постамента стали отваливаться куски облицовки. При этом выяснилось, что, по сведениям КГИОП, монумент не имел хозяина.

## Описание памятника
Памятник расположен вблизи станции метро «Академическая» перед зданием бывшего кинотеатра «Современник» по адресу проспект Науки, дом 25. Представляет собой золочёный многогранник с 32 вершинами и 90 рёбрами, расположенными так, что от каждого ребра отходит по 5 граней, образующих при взгляде с любой стороны рельефную пятиконечную звезду — такую же, как рисовали на фюзеляжах самолётов.
Монумент расположен на восходящем постаменте, призванном имитировать уходящую вверх взлётно-посадочную полосу аэродрома. На постаменте размещена памятная доска, текст на которой гласит: «Здесь в 1941—1945 годах находился аэродром „Гражданка“, с которого лётчики Краснознамённой Балтики защищали ленинградское небо».

## Значение
Около памятника регулярно проходят памятные и траурные мероприятия, в которых принимают участие школьники прилегающего района. В числе прочего, муниципальные и городские власти ежегодно организовывают возложение к памятнику цветов на День Воздушного Флота СССР. Возложения проводятся 18 августа, несмотря на то, что в 1980 году дата праздника была изменена. Выбор даты обусловлен тем, в какой день этот праздник отмечался непосредственно в годы войны.